# Lakeview Gusher

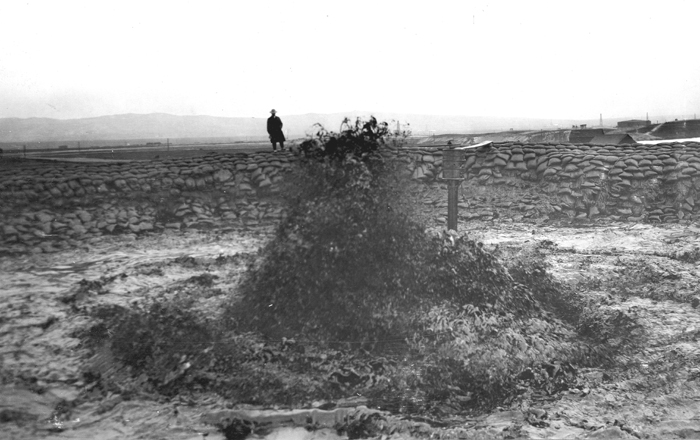
Der Lakeview Gusher im Jahre 1910, nachdem der Ausfluss bereits nachgelassen hatte und mit Sandsäcken eingedämmt war.

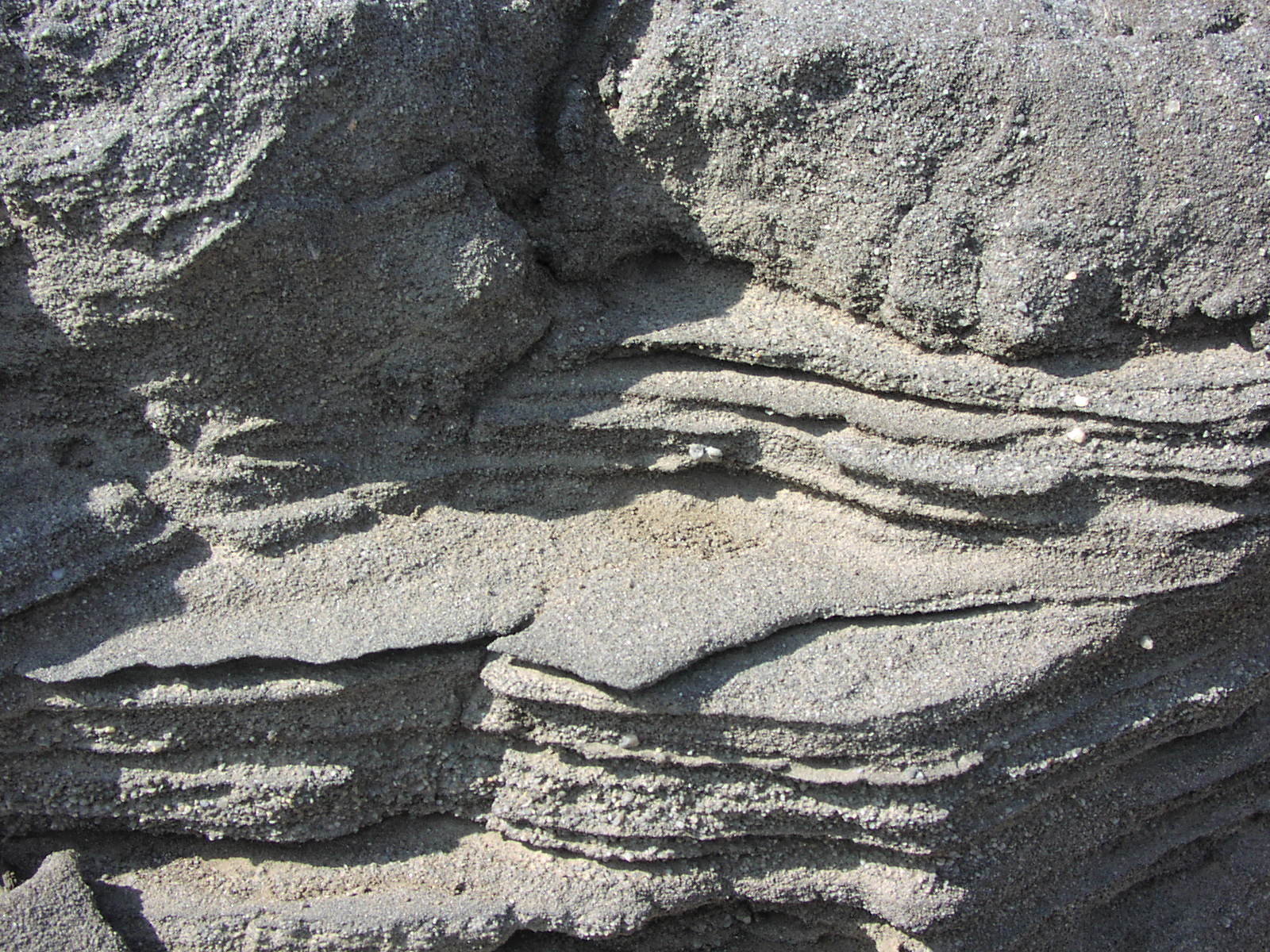
Schichten verfestigten Rohöls etwa 30 m von der Bohrstelle entfernt. Das Bild zeigt einen Ausschnitt von etwa 25 cm Kantenlänge. (März 2008)

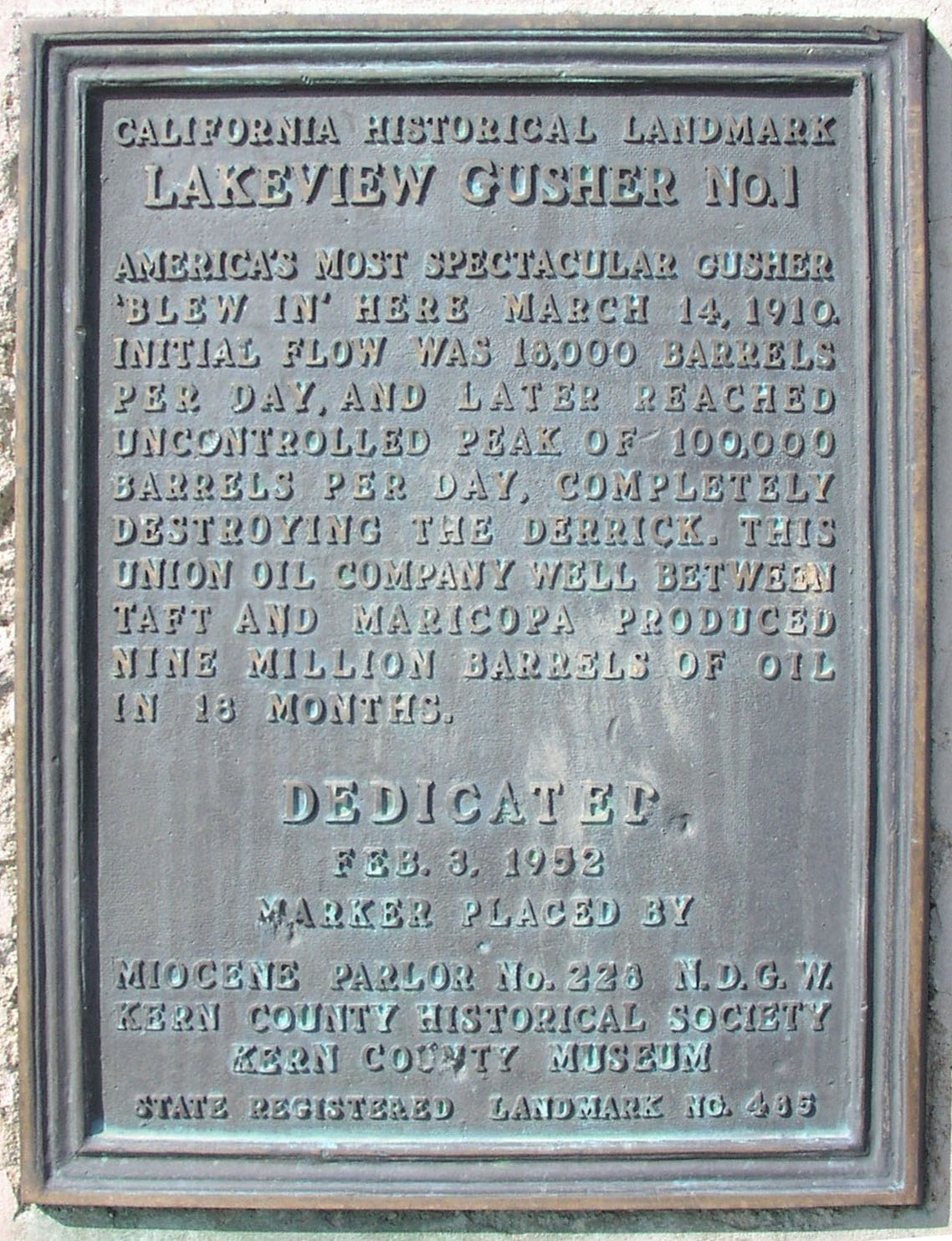
Gedenktafel am Ort des Lakeview Gusher

Unter der Bezeichnung Lakeview Gusher Number One ist der größte registrierte  Blowout („gusher“) in der Geschichte der Ölförderung in den Vereinigten Staaten bekannt. Dabei strömten im Jahre 1910 geschätzte 1.400.000 m³ (1.230.000 Tonnen) Erdöl aus.
Der Ort des Unfalls ist etwa 800 m östlich des Taft-Maricopa-Highways der California State Route 33 im Midway-Sunset-Ölfeld in Kern County, ca. 40 km südwestlich von Bakersfield, Kalifornien, gelegen.
Am Ort des Geschehens befindet sich heute ein Gedenkstein mit einer bronzenen Gedenktafel („California Historical Landmark number 485“).

## Hintergrund
Die Lakeview Oil Company begann am 1. Januar 1909 mit der Bohrung der Lakeview-Number-One-Ölquelle. Im Laufe der Bohrungen wurde zunächst nur Erdgas gefunden. Lakeview ging zu diesem Zeitpunkt eine Partnerschaft mit der Union Oil Company ein, die auf dem Gelände Lagertanks errichten wollte.
Der Blowout begann am 14. März 1910, als die Bohrung eine Tiefe von 740 m erreichte. Die Bohrtechnik des frühen 20. Jahrhunderts kannte noch keine Sicherheitsvorrichtungen wie Blowout-Preventer, die in modernen Bohrungen in den meisten Fällen einen Blowout verhindern können. Daher konnte die Bohrausrüstung dem hohen Druck in der Lakeview-Quelle nicht standhalten und es kam zum Ausfluss großer Mengen Erdöls.
Die Einfassung des Bohrlochs bestand aus Stahlrohren, die sowohl zur Führung des Bohrers als auch später zum Abpumpen des Öls dienten. Der Druck des Blowouts führte dazu, dass ein Teil der Einfassung aus dem Bohrloch ausgestoßen wurde. Infolge des Ausbruchs strömten etwa 1.400.000 m³ (9.000.000 Barrel) Öl aus der Bohrung aus, bis der Ausbruch nach 18 Monaten im September 1911 schließlich unter Kontrolle gebracht werden konnte.
Die anfängliche tägliche Ausflussrate betrug 2.990 m³ (18.800 Barrel) und erreichte Spitzenwerte von etwa 14.000 m³ (90.000 Barrel). Dadurch entstand ein Rohölfluss, der aus der Quelle entsprang, bis der Ausfluss von Arbeitern des Ölfelds mit Dämmen und Deichen aus Sandsäcken eingedämmt werden konnte. Während der 18-monatigen Dauer des Blowouts geriet die Quelle nicht in Brand.